# Боулспорт
Боулспорт — вид спорта, объединяющий три группы дисциплин: петанк, бочче-воло и бочче-раффа.
Игры, входящие в боулспорт, различаются инвентарём и игровыми полями, но общий игровой принцип у них схож. Игроки двух команд по очереди бросают металлические или пластиковые шары, стараясь положить свой шар как можно ближе к маленькому шарику-мишени (паллино в бочче или кошонет в петанке). При этом шар может задеть паллино (кошонет), или сбить шар соперника, чтобы оттолкнуть его. В конце игры положение шаров сравнивается, и той команде, чей шар (или шары) находятся ближе к мишени, начисляется по одному очку за каждый такой шар. После этого игроки собирают свои шары, паллино (кошонет) вновь вводится в игру и начинается следующий раунд. Выигрывает команда, которая первая наберёт 13 очков.

## История боулспорта
Метание шаров по цели – одна из самых древних игр известных человечеству. Первые графические изображения фигур, подбрасывающих шар или отшлифованный камень, датируются 5200 годом до н.э. Около 800 года до н.э. игра перебралась из Египта в Грецию, далее в Рим, и игра распространилась по всей Римской империи. В наше время Папа Римский был замечен за игрой в бочче, а Принц Монако ежегодно проводит детский турнир.
Современная история боулспорта началась в середине XX века, когда начали создаваться современные международные спортивные федерации: Международная федерация петанка и провансальской игры (FIPJP), Международная федерация бочче-воло (FIB) и Международная конфедерация бочче-раффа (CBI).

### Международная федерация бочче-воло
Международная федерация бочче-воло (фр. Fédération Internationale de Boules, FIB) была учреждена 14 апреля 1946 года в коммуне Виль-ла-Гран (Франция) при участии делегаций Франции, Швейцарии, Италии и Монако. Инициаторами выступили деятели французского боулспорта Жан Жассран (первый президент FIB) и Поль Миньо, которые вели переговоры с зарубежными коллегами. Церемонию основания провёл доктор Мессерли, вице-президент Международного олимпийского комитета (МОК), подчеркнувший роль спорта в послевоенном единении народов.
Первый чемпионат мира под эгидой FIB состоялся в 1947 году по правилам Французской федерации.

### Международная федерация петанка
Международная федерация петанка и провансальской игры (фр. Fédération Internationale de Pétanque et Jeu Provençal, FIPJP) была основана 8 марта 1958 года в Марселе (Франция) усилиями шести стран: Бельгии, Франции, Марокко, Монако, Швейцарии и Туниса. Идея создания организации возникла годом ранее на международном турнире в бельгийском городе Спа (1957). Первым президентом FIPJP стал Жан Альтерио (Франция), а генеральным секретарём — Рене Майен (Франция).
С 1971 года, после реорганизации под руководством Андре Поля (президент Французской федерации петанка), FIPJP начала активную экспансию. К 1996 году в её состав входило 43 страны. Петанк распространился за пределы Европы и Северной Африки, завоевав популярность в США, Канаде, Японии, Таиланде и Австралии.
С 2005 года федерацию возглавлял Клод Азема, способствовавший интеграции петанка в международные спортивные структуры.

### Международная конфедерации бочче-раффа
Международная конфедерация бочче-раффа (ит. Confederazione Boccistica Internazionale, CBI) была основана 3 сентября 1983 года в Кьяссо (Швейцария) делегатами из 13 стран, включая Аргентину, Италию, США и Швейцарию. Первым президентом CBI стал Джованни А. Баджо (Швейцария), который руководил организацией 14 лет.
В 1988 году CBI провела первый индивидуальный чемпионат мира. В 1997 году новым президентом был избран Ромоло Риззоли (Италия). С 2018 года организацию возглавляет доктор Мутлу Туркмен (Турция).
К 2023 году конфедерация объединяет около 70 стран на четырёх континентах.

### Объединенная федерация
К 1980-м годам разрозненность федераций (FIB, FIPJP, CBI) стала препятствием для включения боулспорта в олимпийскую программу, и 21 декабря 1985 года в Монако была основана Всемирная конфедерация спортивных шаров (CMSB), которая состояла из шести человек: президентов трёх федераций и трёх их помощников. В 1986 году CMSB получила признание Международного олимпийского комитета (МОК), став единственной организацией в боулспорте, представленной в Ассоциации признанных МОК международных спортивных федераций (ARISF) и Международной ассоциации Всемирных игр (IWGA).
Несмотря на глобальную популярность (165 стран, 200 млн игроков), попытки войти в программу Олимпиад (1992, 2019, 2024) оставались безуспешными.
8 февраля 2020 года в Лионе (Франция) состоялось внеочередное заседание CMSB, на котором было принято решение о реструктуризации устаревшей структуры конфедерации: членами новой федерации должны были стать национальные федерации, признанные в своих странах. Временно исполняющим обязанности президента стал Фредерик Рюс (Франция), возглавлявший FIB. Его задачей стала подготовка нового устава для представления обновлённой CMSB на форуме SportAccord в Пекине (апрель 2020). Однако пандемия COVID-19 нарушила эти планы, а в апреле 2020 года CMSB была юридически закрыта.
Преемником организации стала Всемирная федерация петанка и боулспорта (WPBF), созданная в ноябре 2021 года в Санта-Сусанне (Испания) во время проведения чемпионата мира по петанку. Первым президентом WPBF был избран Клод Азема, президент FIPJP.

## Боулспорт в России
Развитие боулспорта в России происходило так: граждане, познакомившиеся с игрой за рубежом, привозили ее на родину, организовывали первые любительские турниры, устанавливали контакты с международными федерациями и со временем оформляли спортивные объединения.

### Бочче-раффа
Первые представители России (на тот момент СССР) приняли участие в чемпионате мира по бочче-раффа в 1991 году. Это был пятый чемпионат мира, организованный CBI, который проходил в швейцарском городе Лугано. В составе российской команды выступили Аркадий Маковкин, Сергей Егоров, Дмитрий Кузищин и Николай Шпаков. Подготовкой спортсменов занимался тренер из Швейцарии Джузеппе Горласки, поскольку участники ранее не имели опыта в этом виде спорта. Российская команда заняла 22-е место среди 32 участников.
В дальнейшем российские спортсмены регулярно принимали участие в международных соревнованиях: чемпионатах Европы в Будапеште (1992), Аугсбурге (1994), чемпионате мира на Сардинии (1995) и последующих турнирах.
Центром развития бочче-раффа в России стала Москва. Клубы «МИРЭА», «Старт» и «Парсек» начали проводить регулярные турниры. В 2003 году была учреждена Автономная некоммерческая организация «Федерация Игры Бочче» под руководством Диляры Гайсиной. Ее целью стало официальное взаимодействие с международными федерациями и Министерством спорта России для включения бочче-раффа во Всероссийский реестр видов спорта.

### Бочче-воло
Первое участие российской сборной в соревнованиях по бочче-воло (Boule Lyonnaise) состоялось в 1994 году на 9-м чемпионате Европы в Загребе. В турнире участвовали 12 команд, включая Россию, которую представляли спортсмены из Санкт-Петербурга: Игорь Алексеев, Игорь Шабуров и Станислав Иванов. Развитие этого направления в стране началось после посещения Станиславом Ивановым чемпионата мира во французском городе Гап в 1991 году, откуда он привез первые комплекты шаров и начал обучение друзей.
На дебютном чемпионате российская команда заняла 9-е место. Однако после этого российские спортсмены в течение 12 лет не участвовали в международных соревнованиях. Возвращение состоялось в 2006 году на чемпионате Европы в Риеке (Хорватия). В дальнейшем российская сборная регулярно участвовала в чемпионатах мира и Европы.
Центром развития бочче-воло в России стал Санкт-Петербург. В городе была создана «Федерация спортивной игры бочче Санкт-Петербурга» под руководством Станислава Иванова, задачами которой стали официальное взаимодействие с международными федерациями и Министерством спорта России, а также признание бочче-воло в стране.

### Петанк
В 2003 году российская сборная впервые приняла участие в чемпионате мира по петанку, организованном FIPJP, который проходил в Женеве. В составе команды выступали Андрей Пасечник, Владислав Кананыхин, Сергей Могилевцев и Евгений Осокин. В общекомандном зачете российская сборная заняла 17-е место из 31.
В том же году в Москве состоялся первый международный турнир по петанку, в котором приняли участие 16 команд из различных стран, включая Францию, Германию, Финляндию, Украину, Марокко и Израиль.
В 2007 году в Москве была основана «Федерация Петанка и Боулспорта» под руководством Евгения Осокина. Благодаря её усилиям в 2013 году петанк был внесен в первый раздел Всероссийского реестра видов спорта. В 2019 году организация была преобразована в «Российскую федерацию петанка», которую возглавил Александр Комаров. Обе организации занимались развитием петанка и его официальным признанием в России.

### Объединенная федерация
Несмотря на включение петанка в программу Всемирных игр с 1985 года, первые российские спортсмены приняли участие в этих соревнованиях только в 2013 году. В Кали (Колумбия) Мария Родина и Диляра Гайсина выступали в дисциплине бочче-раффа и заняли 5-е место. В 2017 году на 10-х Всемирных играх во Вроцлаве (Польша) Екатерина Ерасова представляла Россию в дисциплине бочче-воло-прогрессив и заняла 6-е место.
26 марта 2018 года была создана Общероссийская физкультурно-спортивная общественная организация «Федерация петанка России». В том же году Министерство спорта РФ одобрило инициативу о переводе петанка во второй раздел Всероссийского реестра видов спорта с последующим включением бочче-раффа и бочче-воло (всего 17 дисциплин) и переименованием в «боулспорт». В 2019 году организация была переименована во «Всероссийскую федерацию боулспорта».